# جيوفري غرين
جيوفري غرين (بالإنجليزية: Geoffrey Green)‏ هو سياسي أسترالي، ولد في 15 مارس 1901، وتوفي في 21 أبريل 1959.